# Skåne
För andra betydelser, se Skåne (olika betydelser).

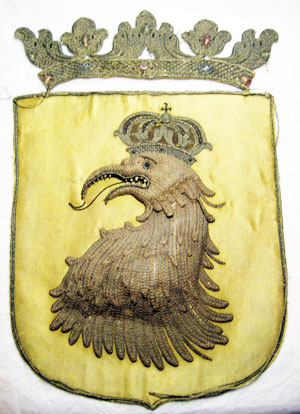
Skånes landskapsvapen på ett broderat hästtäcke buret vid Karl X Gustavs begravning den 4 november 1660. Finns på Livrustkammaren. Nuvarande utformning fastställdes av Kungl. Maj:t 1939 och registrerades av PRV 1974.

Socknarna i Skåne med härads- och länsgränser cirka 1870.

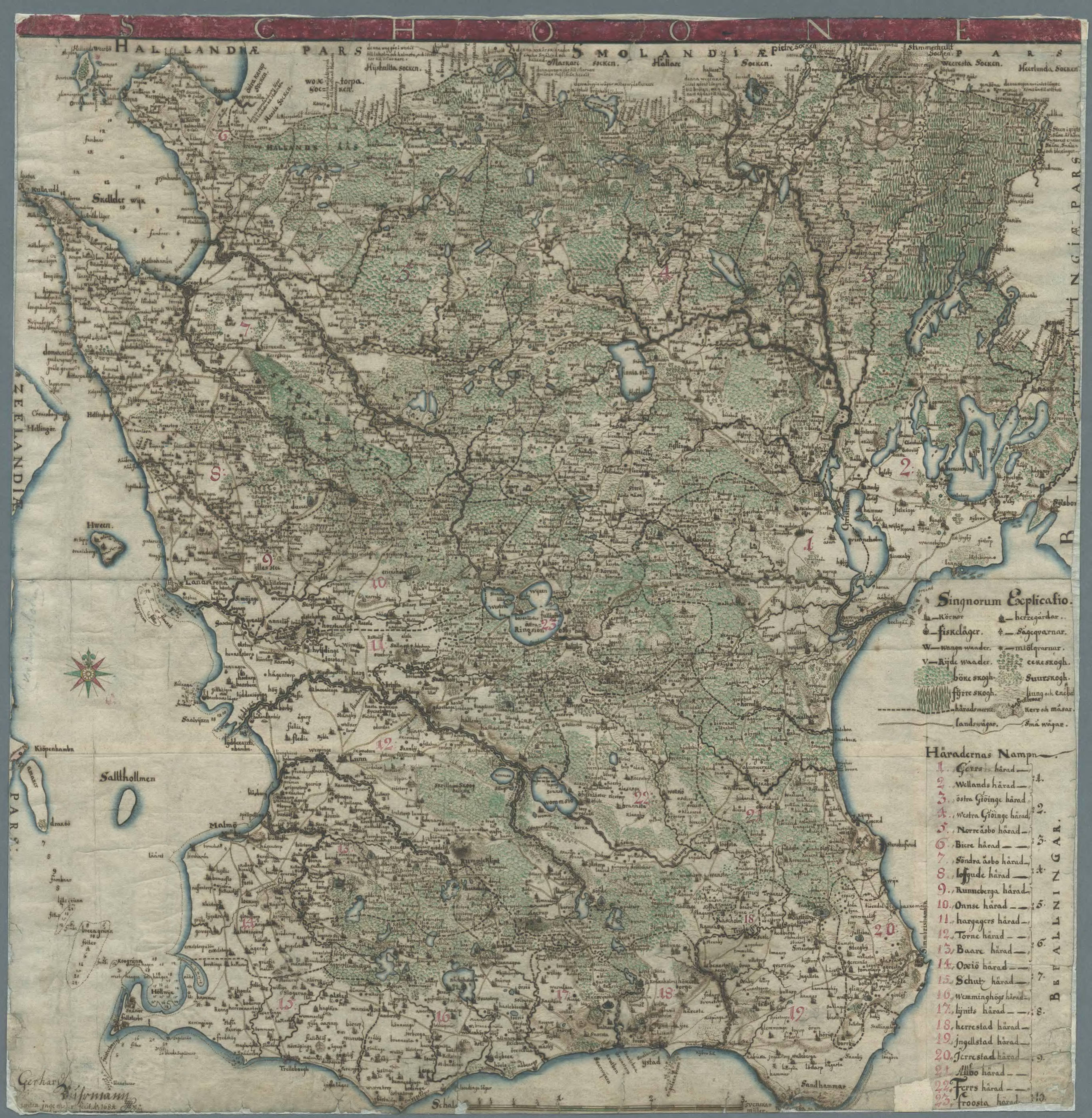
Gerhard von Buhrmans karta över Skåne från 1684.

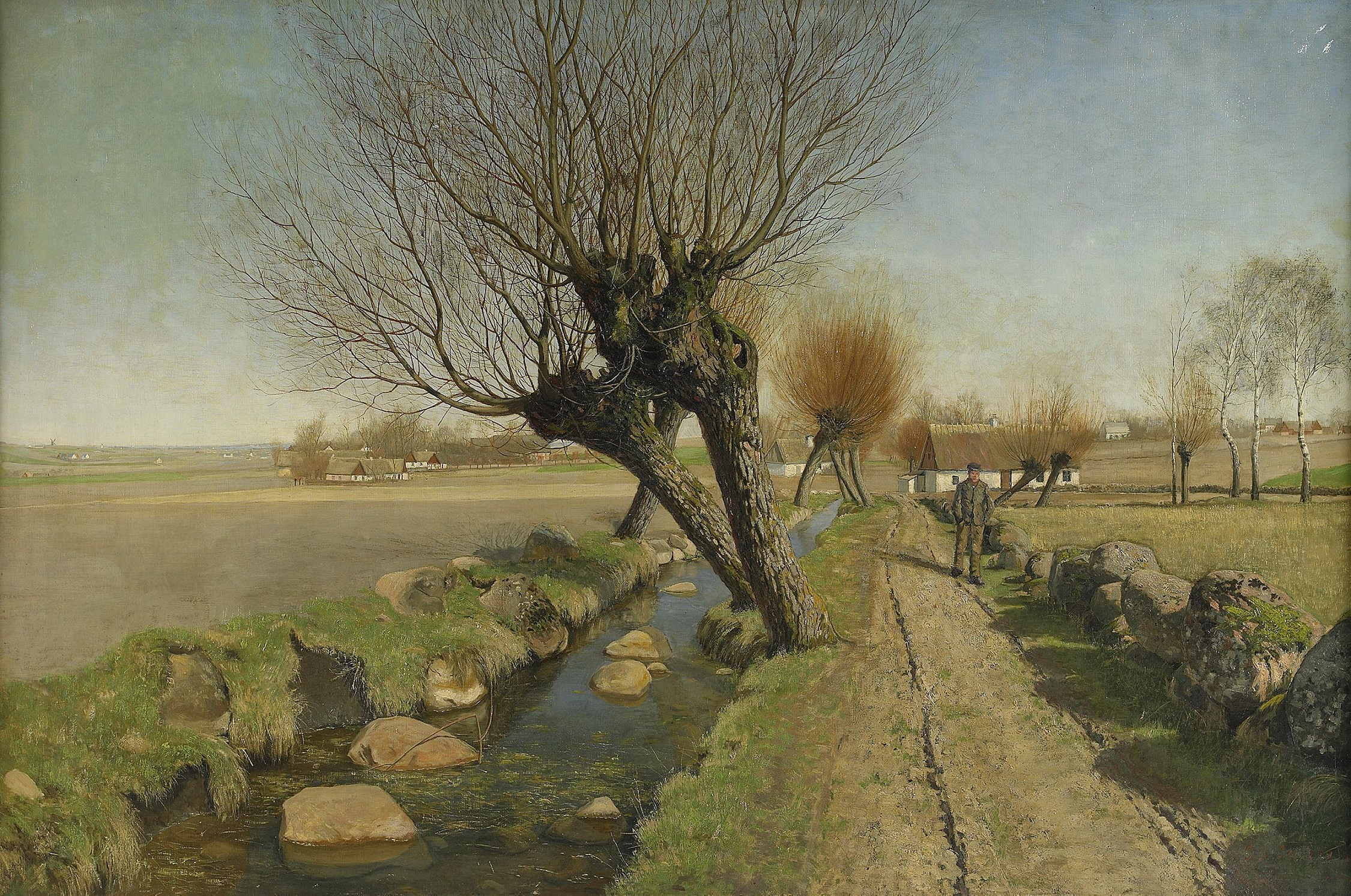
Landskapsvy från Skåne. Målning av Peter Adolf Persson. Målad år 1889.

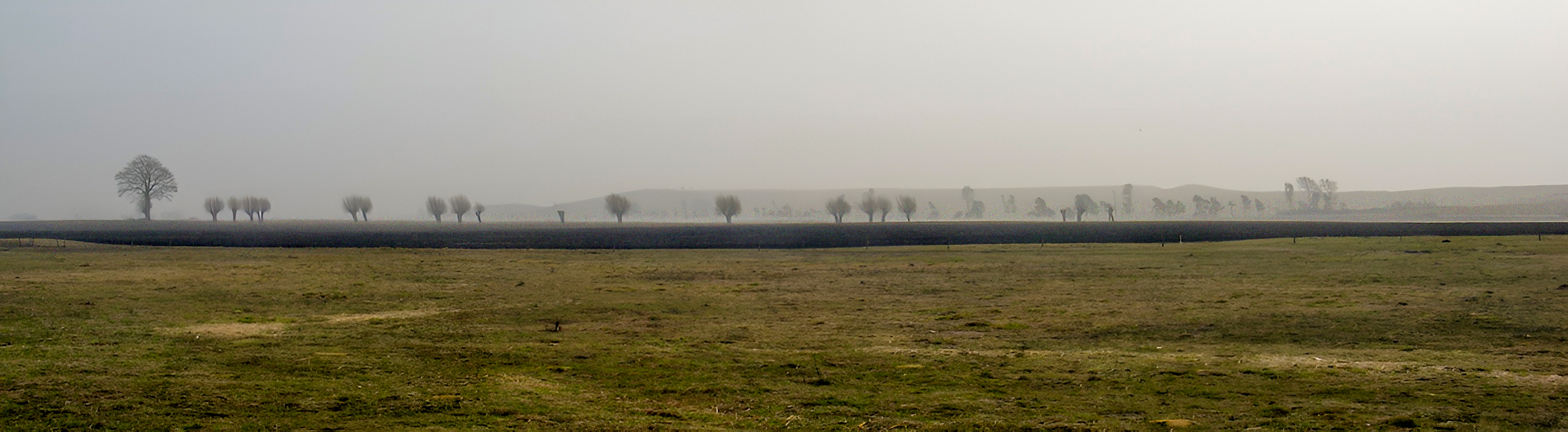
Skånsk slätt med pilevall en disig dag i april. Ingelstorps ängar, i fonden Hammars backar nära Kåseberga i sydöstra Skåne.

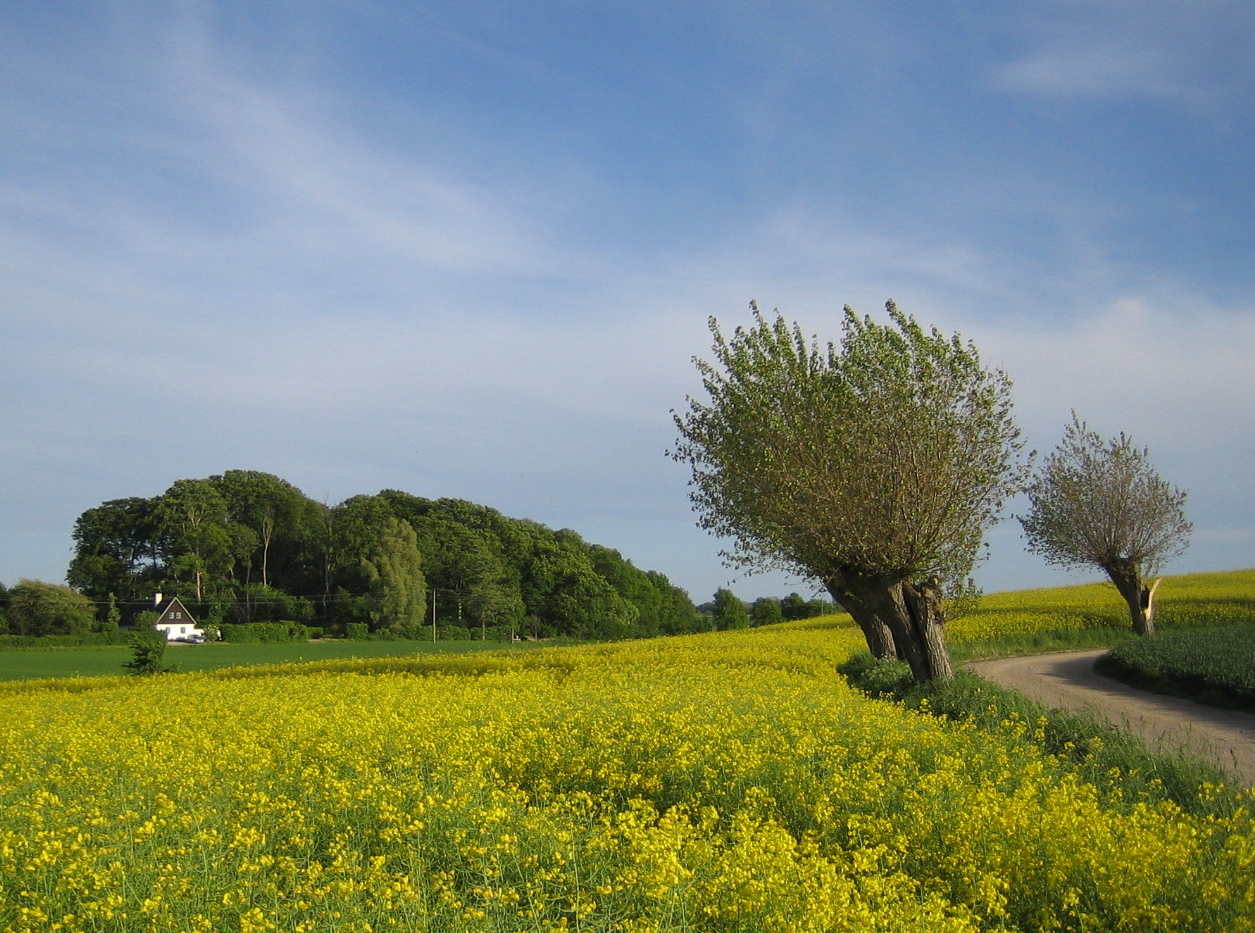
Stora delar av Skåne består av jordbruksmark. Bilden visar ett rapsfält utanför Svedala.

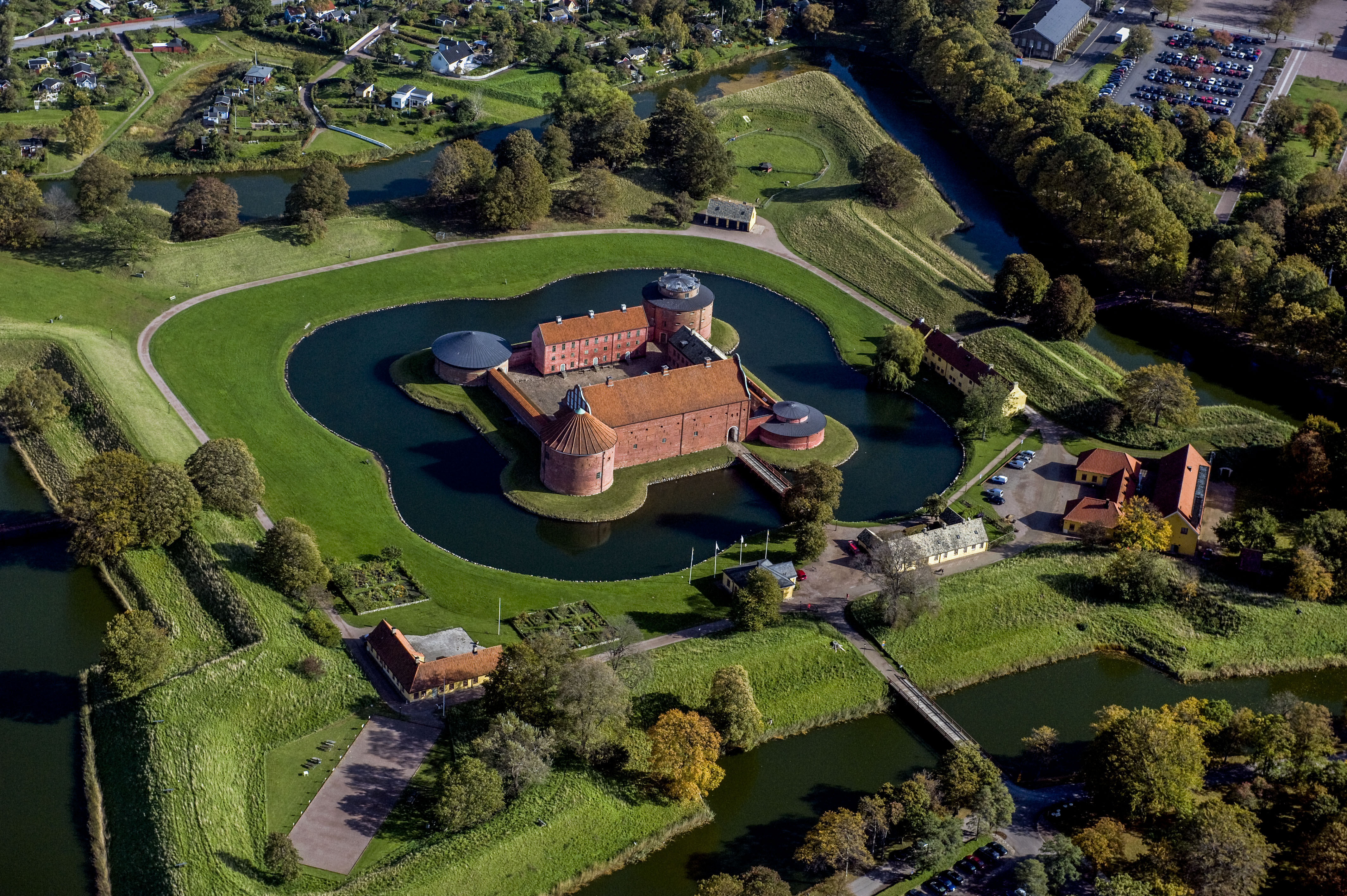
Citadellet i Landskrona, sett ovanifrån.

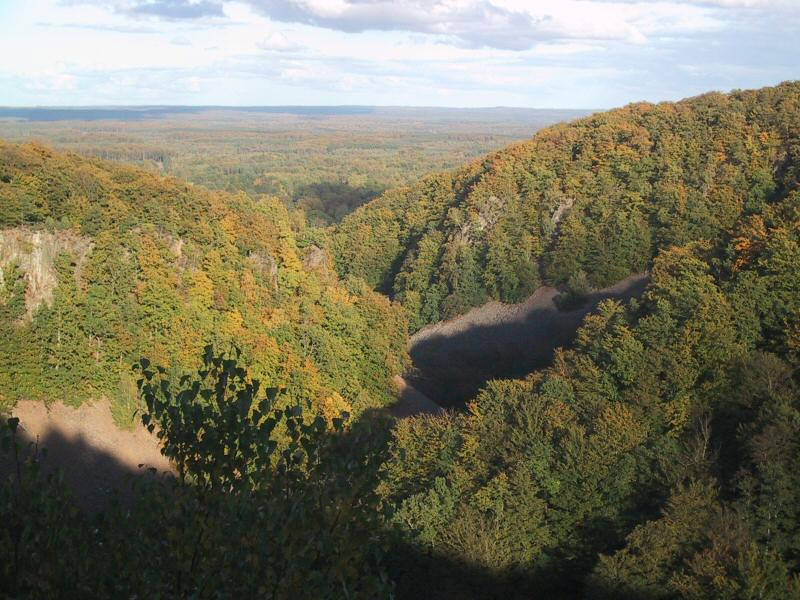
Utsikt från Kopparhatten på Söderåsen.

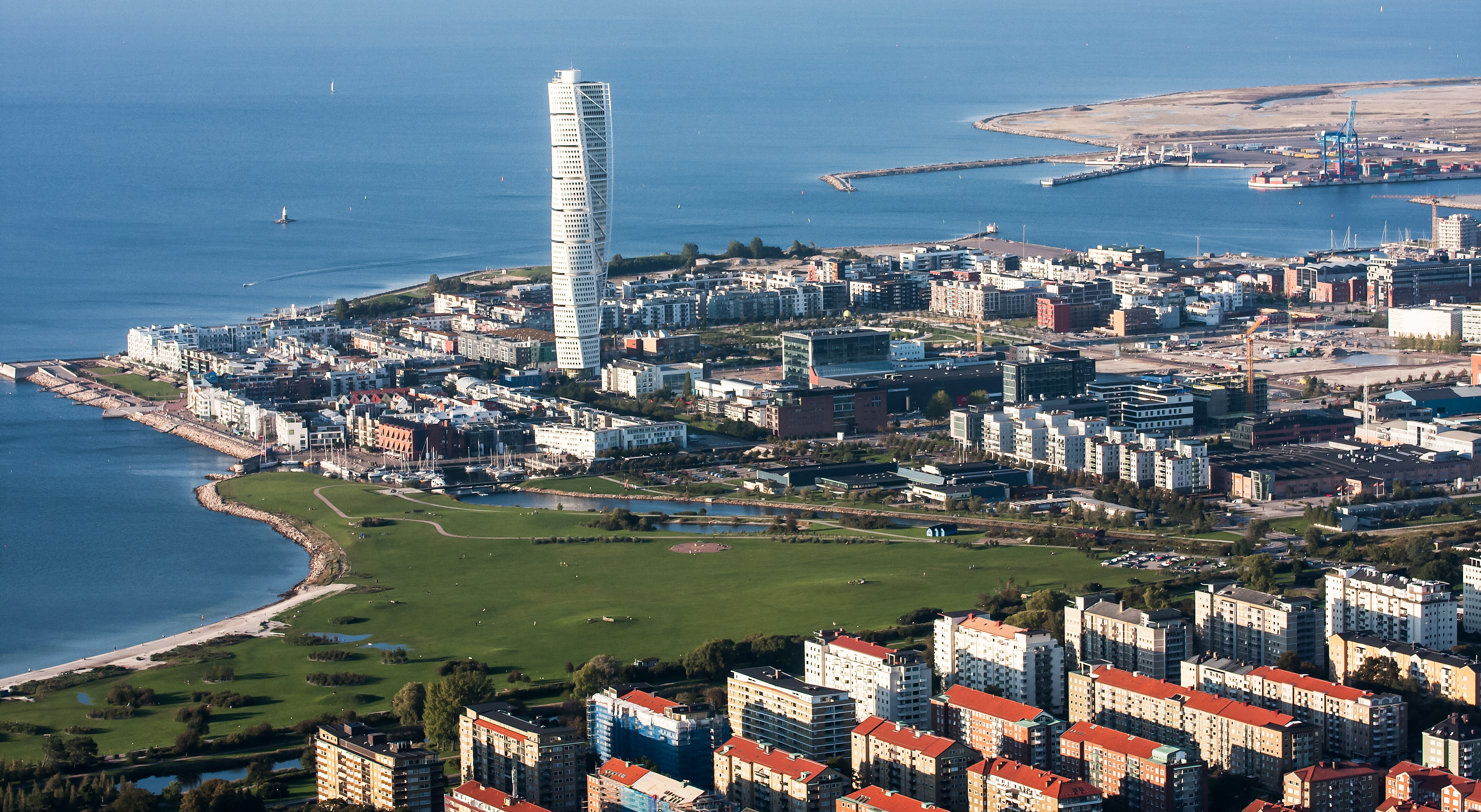
Malmö är Sveriges tredje, och Skånes största, stad med knappt 350 000 invånare i kommunen. Utsikt över Västra hamnen med Turning Torso.

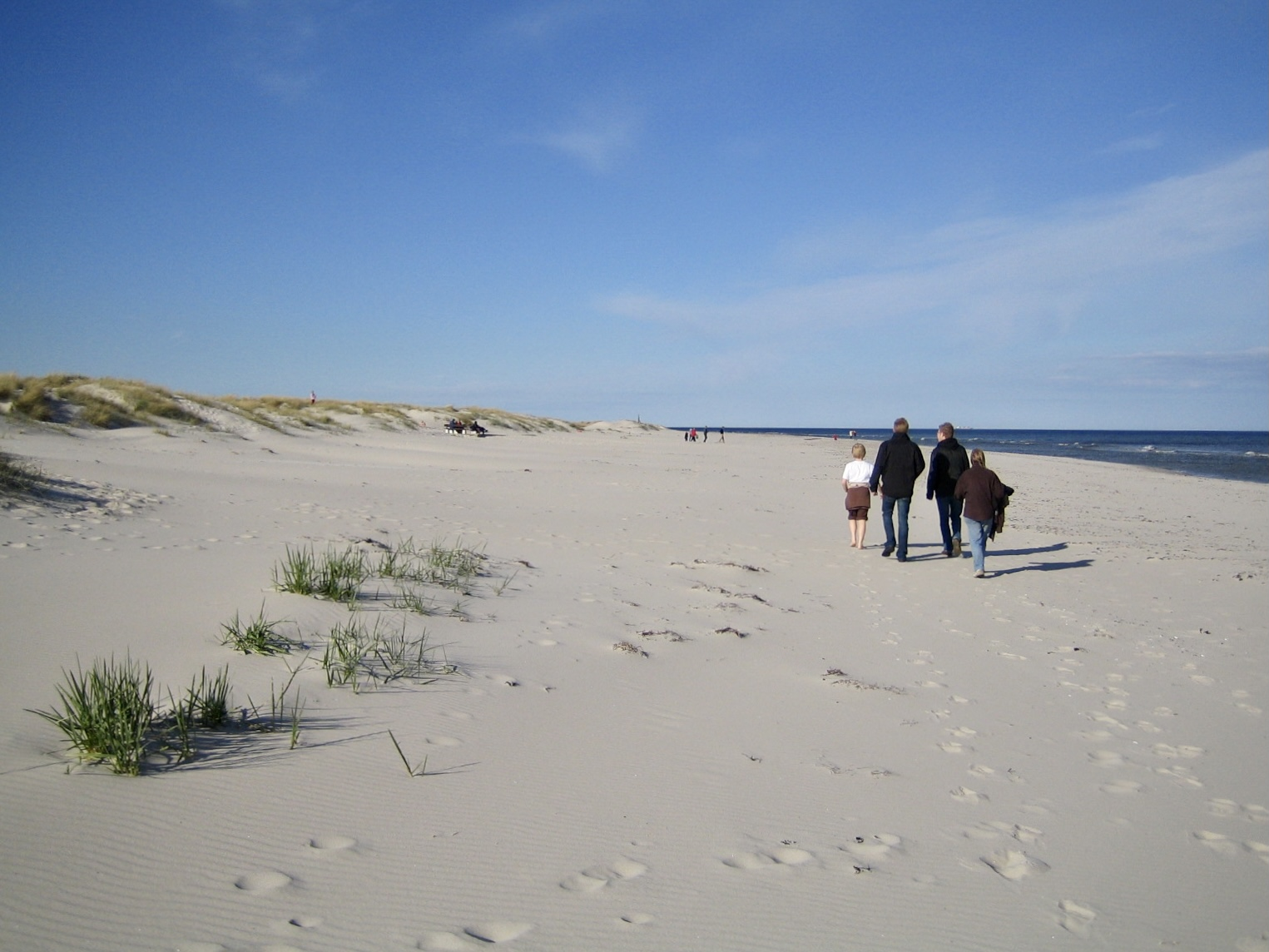
Skåne har många milslånga sandstränder. Här syns Sandhammaren.

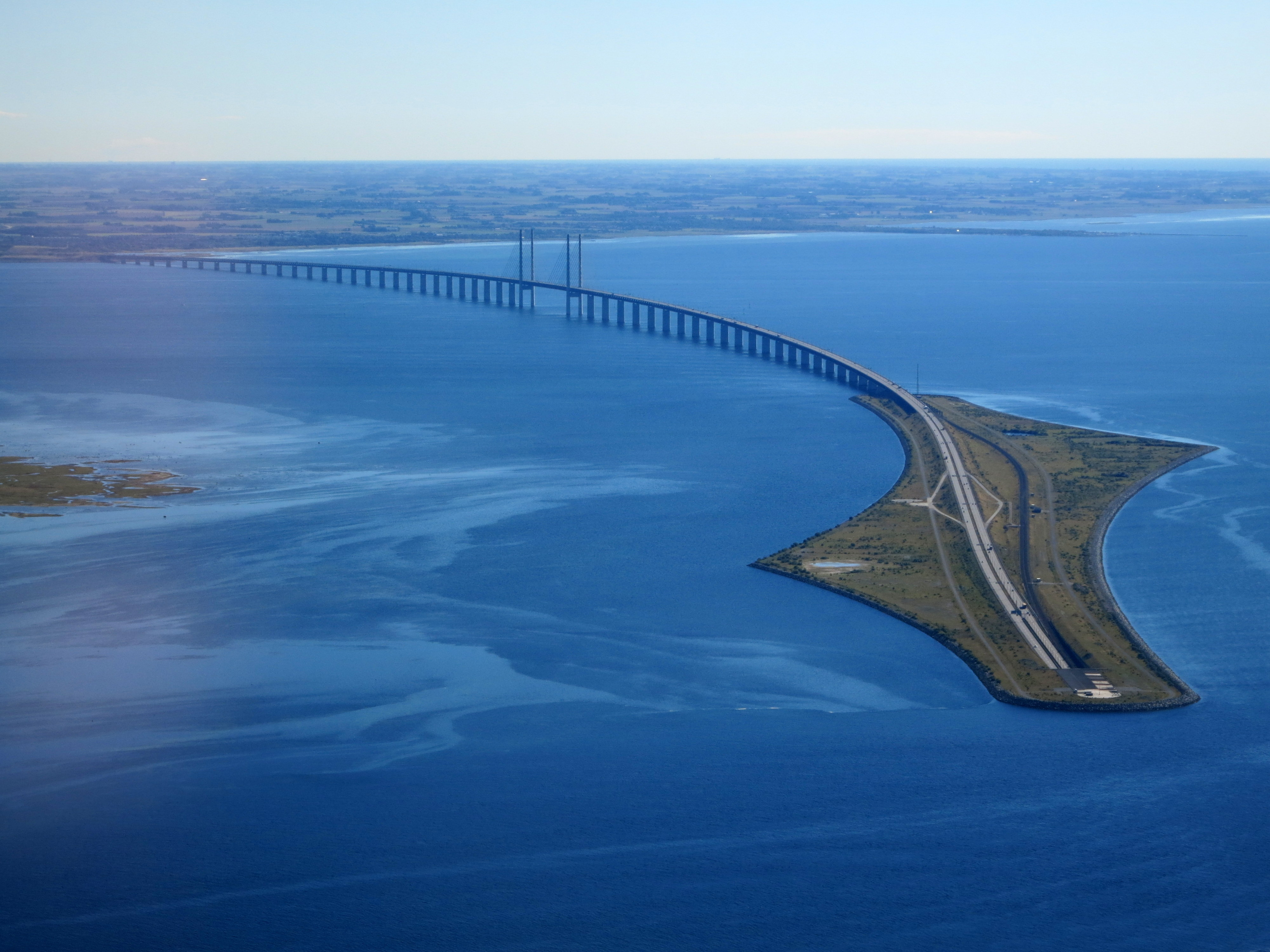
Öresundsbron, som stod klar år 2000, förbinder Skåne med danska Amager. Här passerar både bilar och tåg.

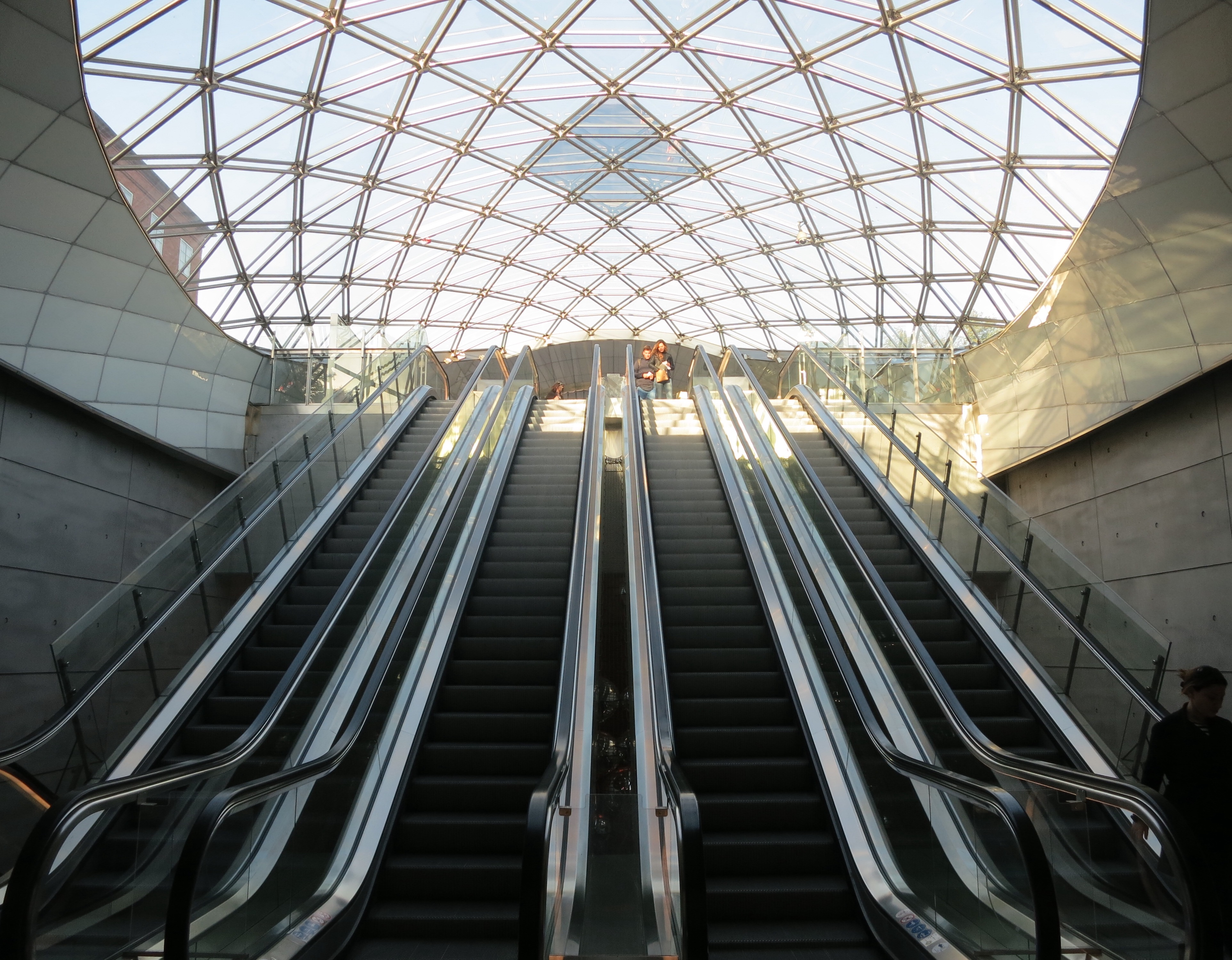
2010 byggdes Citytunneln, som förbinder och kompletterar Öresundsförbindelsen. Detta är södra trapphallen vid Triangelns station.

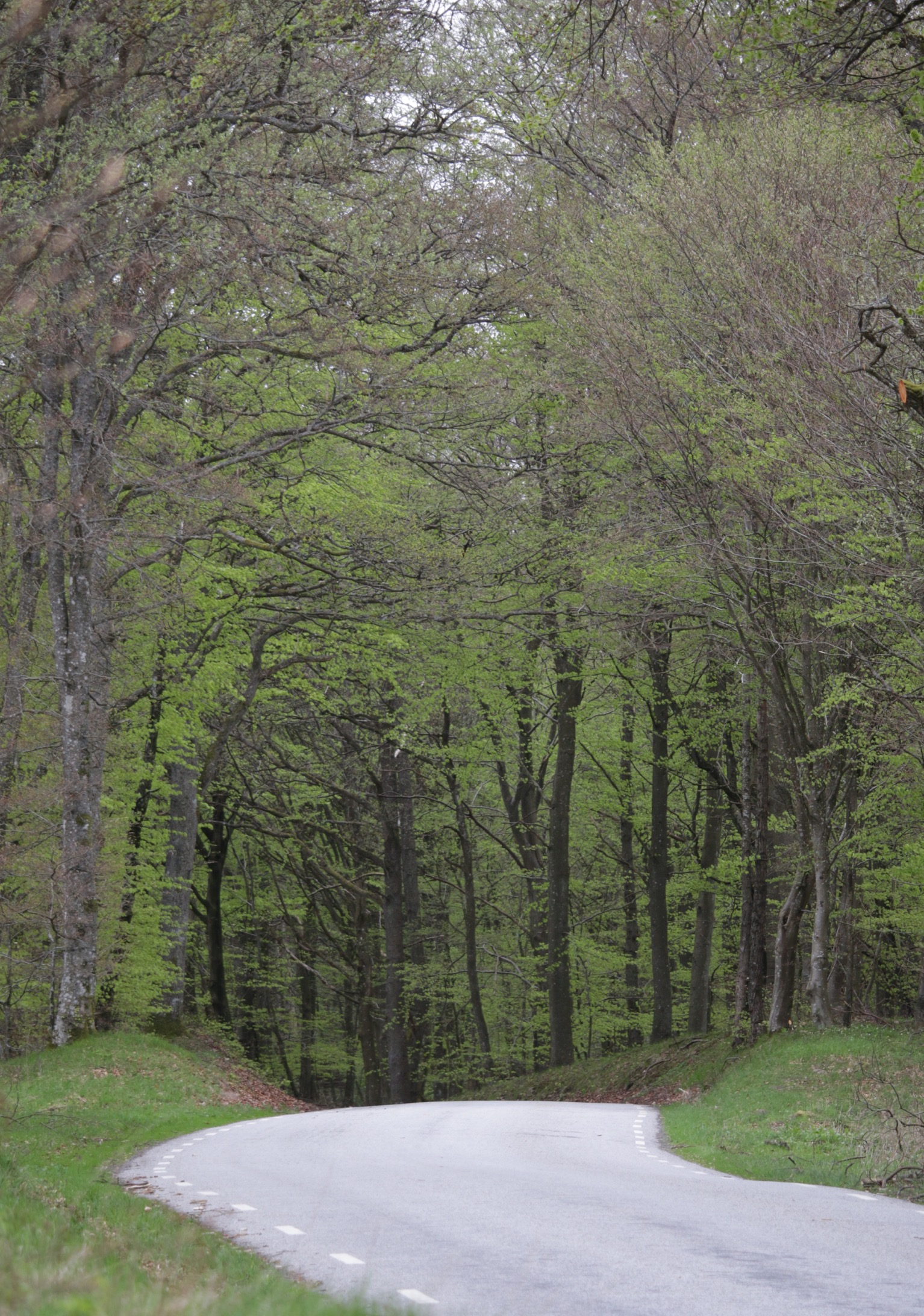
Skånsk bokskog i lövsprickning.

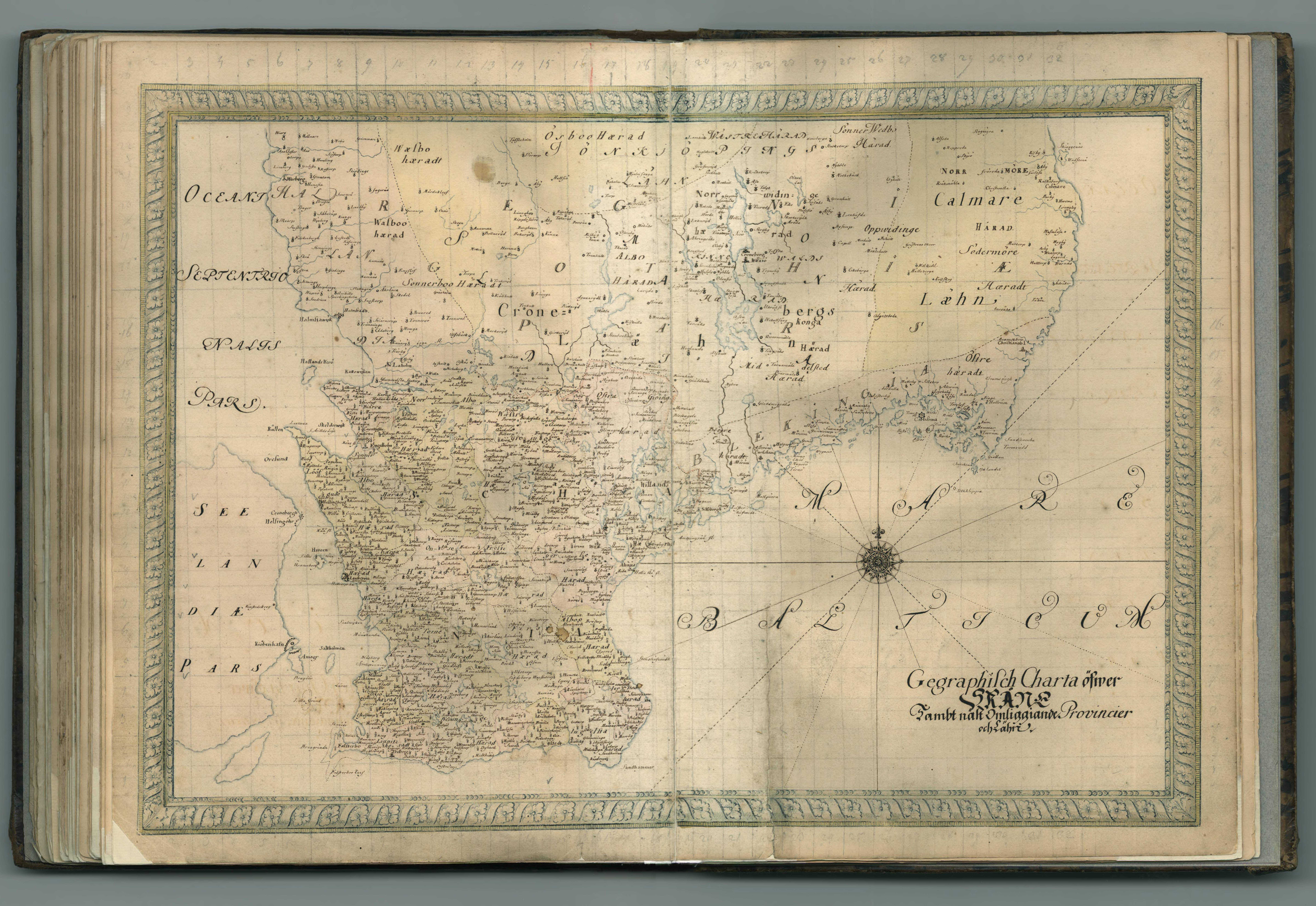
Handritad karta från 1698 av Erik Dahlbergh.

Skåne är Sveriges sydligaste landskap. Landskapet består till största delen av den halvö som utgör Skandinaviska halvöns sydligaste spets. I norr begränsas landskapet av Halland och Småland, i öster av Blekinge och Östersjön, i söder av Östersjön och i väster av det smala Öresund som skiljer Skåne från Danmark samt Kattegatt som är ett bihav till Nordsjön. Skåne utgör, tillsammans med de danska öarna Själland, Lolland, Falster, Møn och Bornholm, den transnationella Öresundsregionen.

## Namn
Namnet återfinns i engelsk litteratur från 890-talet (scon*g), på runstenar från 1000-talet (Skanö) och i den fornisländska litteraturen (Skaney, där ey betyder ö). Ursprungsformen har antagits vara ett urgermanskt skadinawi, med förleden skada och efterleden awi 'land vid vatten, land helt eller delvis omgivet av vatten; ö'. Namnet kan syfta på Falsterbohalvön, där namnet även återfinns i Skanör.

## Historia
Skåne blev från Harald Blåtands samling av Danmark, under senare delen av 900-talet, en del av Danmark. De första danska mynten präglades i Lund under Knut den store (1018–1035). Från och med kristnandet låg Danmark och resten av Skandinavien inom den katolska kyrkan under Hamburgs ärkestift. År 1060 inrättades Lunds stift, som 1104–1152 var ärkestift för de nordiska rikena.
Ett centrum för internationell handel uppstod på grund av det rika sillfisket i Öresund under 1100- och 1200-talen vid Skanör och Falsterbo, där den så kallade Skånemarknaden spelade en viktig roll under hela medeltiden. Den danska statskassan tömdes under 1310-talet då Kung Erik Menved bedrev dyra fälttåg i norra Tyskland. Som lösning lånades stora summor från grevar i Holstein och hela danska landskap, bl.a. Skåne, sattes i pant. Efter uppror mot greven av Holstein hyllades den svenske Magnus Eriksson 1332 som kung även av Skåne, varigenom landskapet förenades med Sverige till dess Valdemar Atterdag 1360 erövrade det.
Under 1400- och 1500-talen utgjorde Skåne tillsammans med Själland kärnan i det danska riket. Drottning Margareta residerade ofta där, och en stor del av Danmarks främsta ätter bosatte sig och byggde slott i Skåne. Med reformationen, som genomfördes i Skåne på 1530-talet, förlorade kyrkan sin dominerande ställning medan adelns inflytande ökade, så att över hälften av Skånes jord vid 1600-talets mitt ägdes av adeln.
Täta relationer med Hansan bidrog också till ett ekonomiskt uppsving, som varade fram till slutet av 1500-talet. Den danska reformationen kom att ha sitt centrum i Malmö[källa behövs]. Vid freden i Roskilde, 1658, övergick Skånelandskapen till Sverige; ön Ven dock först 1660 vid freden i Köpenhamn, då Bornholm å andra sidan åter blev danskt. För att styra Skånelandskapen inrättades 1658 det skånska generalguvernementet. Försvenskningen av Skåne pågick mellan 1658 och 1719 då det skånska generalguvernementet upplöstes och Skåne var att betrakta som helt integrerat i det svenska riket.
Danmarks försök att återerövra Skåne under det så kallade skånska kriget 1675–1679 misslyckades men hade till följd att stora delar av landskapet ödelades. Under 1700-talet och början av 1800-talet kännetecknas Skånes näringsliv och utveckling av en viss stagnation, som bröts först med tillkomsten av järnvägarna och den snabba industrialiseringen under 1800-talets senare del.

## Indelningar

### Före 1658
Skåne hörde till Danmark före 1658, med undantag av perioden 1332-1360 då det var förenat med Sverige. 
Landskapet var uppdelat i flera slottslän:
- Beritsholms län bildat 1250-talet, omfattade Färs härad, uppgick 1526 i Lindholmens län
- Falsterbo län bildat 1367, omfattade Bara härad (till 1517), Oxie härad (till 1517), Skytts härad, uppgick 1534 i Lindholmens län
- Gladsax län bildat 1398, omfattade Albo härad och Simrishamns stad, uppgick 1621 i Kristianstads län
- Helsingborgs län bildat före 1230, omfattade Bjäre härad (från 1522), Luggude härad, Norra Åsbo härad (från 1481 till 1547 och från 1559), Södra Åsbo härad (före 1547 och från 1559), Rönnebergs härad (före 1547), Harjagers härad (från 1370 till 1547), Frosta härad (från 1370 till 1481), Göinge härad (från 1426 till 1547 och från 1559 till 1616), Othens härad (från 1370 till 1523 och från 1551 till 1559), Torna härad (från 1481 till 1526)
- Kristianstads län bildat 1614, omfattade Åhus stad, Villands härad och Göinge härad samt från 1615 Gärds härad och från 1621 Albo härad
- Landskrona län bildat 1547, omfattade Norra Åsbo härad (till 1559), Södra Åsbo härad (till 1559), Rönnebergs härad, Harjagers härad, Göinge härad (till 1559) och Othens härad (från 1559). Från 1574 Färs härad
- Lindholms län bildat senast 1370, omfattade Ingelstads härad och Järrestads härad, 1517 tillfördes Oxie härad och Bara härad, , 1526 överfördes Oxie, Ingelstads och Järrestads härader till det nybildade Malmöhus slottslän samtidigt som Färs härad tillkom till 1535 och 1534 tillfördes Skytts härad. Länet då med Bara och Skytts härad uppgick 1540 i Malmöhus slottslän
- Lundagårds län omfattande stiftet och från 1543 Torna härad och 1595 Järrestads härad, uppgick 1602 i Malmöhus slottslän
- Malmöhus slottslän bildat 1526 med Oxie härad, Ingelstads härad och Järrestads härad (till 1595 och från 1602 till 1627), 1540 tillfördes Ljunits härad, Vemmenhögs härad, Herrestads härad, Bara härad och Skytts härad (till 1599 och från 1605). 1602 tillfördes Torna härad.
- Näsbyholms län bildat 1536, omfattade Ljunits härad, Vemmenhögs härad och Herrestads härad, uppgick 1540 i Malmöhus slottslän

utanför länen låg följande härader med egna fogdar: Frosta härad (från 1481), Färs härad (1535-1573) Göinge härad (1587-1588),  Gärds härad (till 1615), Järrestads härad (från 1627), Othens härad (1523-1551) Skytts härad (1599-1605), Torna härad (1526-1543) och Villands härad (till 1614)

### Efter 1658
Skåne övergick från Danmark till Sverige 1658. Svensk rättegångsordning infördes i Skåne 1682–1683 och 1683 inrättades Skånska lagsagan, som avskaffades 31 december 1849. 
Vid övergången till Sverige 1658 fanns fyra län i Skåne, vilka inledningsmässigt behölls: Kristianstads län, Malmöhus slottslän, Landskrona län och Helsingborgs län. De tre sistnämnda slogs ihop 1669 och bildade ett utökat Malmöhus län styrd av en egen landshövding, vilket gällt för Kristianstads län från 1658. Malmöhus län 1658-1660. Hela Skåne styrdes som en del av Skånska generalguvernementet 1658-1669 och 1676-1719. 1719 gjordes gränsjusteringar mellan Malmöhus län och Kristianstads län till de omfattningar som sedan bibehölls till 1997 då de slogs samman till Skåne län, som förutom landskapet Skåne även består av Östra Karups socken i landskapet Halland.  
Skåne hör och har hört till Lunds stift.
Övriga indelningar beskrivs i artiklarna Malmöhus län och Kristianstads län.

## Skånes geografi
Den skånska geografin uppvisar en mångfald av olika landskap och skiftningar inom dessa. Ett speciellt framträdande drag i Skåne är dess många horstar, vilka dock kallas för åsar. De följer en sydost-nordvästlig linje, se även Tornquistzonen. Detta utgör en gräns mellan den skandinaviska och den kontinentala plattorna, vilket visas framförallt på Söderåsen och i sprickdalen Skäralid. Större delen av landskapet täcks tvärtemot många populärföreställningar av skog, framförallt i norra Skåne och i en kil söderut genom Linderödsåsen.
I söder och väst samt runt Kristianstad domineras landskapet av de storskaliga slätterna. Jordbruket bedrivs här i en enorm skala på leråkrar som värderas till bland de bästa jordarna i hela världen. Istiden förde med sig många leravlagringar över hela landskapet. Berggrunden består i nordväst till sydost till övervägande delar granit, gnejs, sandsten och skiffer, i sydväst mestadels kalksten vilket bildat basen för en omfattande tegel- och byggnadsmaterialsindustri som skiljt sig till stora delar från övrig svensk byggnadsverksamhet med tegel, halmtak, och så vidare. Träbristen på slätterna gjorde också att man i stor utsträckning eldade med intorkad djurspillning eller torv.
Mellan skogs- och slättbygderna ligger risbygden som en slags mellanzon. Risbygden karaktäriseras av lövskogar med insprängda granplanteringar, ofta är det magrare sandjord eller rent av morän. Jordbruket är här mycket småskaligt.
Skåne ligger till större delen inom den så kallade södra lövskogsområdet, vilket innebär att gran saknas (utom där den planterats). Det vanligaste skogsträdet är istället bok. Övriga lövträd som är vanliga i skog är ek, ask, al (ofta vid vattendrag) samt alm. Landskapet är dock svårt härjat av almsjukan. Även björk och tall växer i sandhaltig jordmån. Av sydliga trädsorter har bland andra kastanj (som skall skiljas från den vanliga hästkastanjen ), avenbok och valnöt sin nordgräns i Skåne. Lind och hästkastanj är vanliga i stadsparker, men det kanske mest typiska skånska trädet är pilar som tidigt beskärs och planteras i alléer längs mindre vägar för att hindra vinderosion i det uppodlade landskapet.
Annars är Skåne det svenska landskap som är i särklass mest uppodlat. Omkring 70 procent av landskapet är antingen odlad åker eller ängsmark. Däremot är inslagen av mindre skogsdungar stort. Samtliga fyra sädesslagen och potatis odlas liksom den för landskapet typiska rapsen, som under några veckor i maj bildar gulfärgade åkrar som sprider en tämligen behaglig söt doft. 90% av Sveriges sockerbetor odlas i Skåne, dessa kräver främst en lång vegetationsperiod, och skördas sist, under perioden slutet oktober fram till jul. Användandet av höstsådd är vanlig till exempel för råg och vete, varför många åkrar ligger gröna istället för svarta under januari–februari (utom vid snöfall förstås).

### Skånes yttre punkter
Maglerödsstenen, mellan Magleröd och Traneröds mosse, i Stenestads socken på Söderåsen är Skånes högsta punkt, 212,2 meter över havet. Skånes (och Sveriges) lägsta punkt finns utanför Kristianstad  där marknivån ligger 2,32 meter under havsytan.
Längst i norr ligger Grävlingehall (56°31′58,20″N 14°5′29,06″Ö / 56.51667°N 14.08333°Ö), i Loshults socken, Osby kommun. Skånes, och därmed Sveriges, sydligaste punkt är Smygehuk i Östra Torps socken, Trelleborgs kommun, med positionen 55 grader 20 minuter och 13 sekunder nordlig latitud samt 13 grader, 21 minuter och 36 sekunder östlig longitud.

### Geologi
Skånes storskaliga relief återspeglar till större delen den geologiska utvecklingen före istidens erosion och avlagringar. Det svenska ordet ås är ofta förknippat med rullstensåsar, men Skånes stora åsar, som Söderåsen, är horstar bildade genom tektonisk inversion längs Tornquistzonen i yngre krita. Längssträckningen hos de skånska horstarna följer förkastningssprickorna från nordväst till sydost och bildar Fennoskandiska urbergssköldens sydvästra gräns. Tektoniska rörelser längs Tornquistzonen vid Pangeas uppsplittring under jura- och kritaperioderna ledde till bildandet av hundratals små vulkaner i centrala Skåne. Rester av vulkanerna, som vulkankupper av pelarförklyftad basalt, kan fortfarande ses idag. Samtidigt som vulkanism pågick bildades ett kuperat peneplan i nordöstra Skåne när berggrunden där vittrade och eroderades. Berggarter omvandlade genom vittring till kaolinit kan i dagsläget observeras på Ivö Klack. Under Campanåldern (yngre krita) steg havsnivån så att hela Skåne kom under vatten. Marina sediment kom då att täcka Skånes kuperade terräng, i vilka fossil och smärre kustlandformer har bevarats.
Under Paleogenperioden var Skåne täckt av sedimentlager. Floder som rann genom det sydsmåländska peneplanet korsade också Skånes sedimenttäckta yta. I och med att havsnivån föll bidrog erosion till att avtäcka Skåne från större delen av ovanliggande sediment. Äldre floder började då bilda genombrottsdalar i Söderåsen. Under slutet av den senaste nedisningen, under isens avsmältning, förde dessa dalar stora mängder smältvatten. Reliefen i sydvästra Skåne bildades genom avsättningen av tjocka lager lösa jordarter i samband med istiderna under kvartär.

### Klimat
Skåne är Sveriges varmaste landskap och har kustklimat, men de lokala variationerna är stora. Exempelvis har skogsbygden i nordöst avsevärt lägre vintermedeltemperatur än västra och södra delen av landskapet. Högst årsmedeltemperatur (för såväl landskapet som riket) finner man längs öresundskusten. Vid SMHI:s mätstation vid Malmö tekniska museum finner man den mätstation som har högst årsmedeltemperatur i Sverige, +8,4 °C. Den kallaste månaden är februari med en medeltemperatur på 0,0 °C och den varmaste juli med +17,1 °C. Snö faller nästintill varje vinter, ofta i väldigt korta perioder i början av året. Is bildas stundom i hamnar och långgrunda vikar. Vegetationsperioden varierar i medeltal från 270 till 240 dygn, beroende på avstånd till kust och höjd över havet. Årsnederbörden ligger kring 500 mm (smält nederbörd), juli är den nederbördsrikaste månaden, april den fattigaste.
Skånes torraste plats är Åhus, där man åren 1960–1999 uppmätte en medelårsnederbörd på 480 millimeter. Skånes blötaste plats, under samma period, är Örkelljunga där man vid väderstationen noterade en medelårsnederbörd 959 millimeter.
Temperaturrekord är 36,0 °C den 30 juni 1947 i Ängelholm och -34,0 °C den 26 januari 1942 i Sjöholmen (mellan Stehag & Höör).

## Ekonomi och infrastruktur

### Vägar

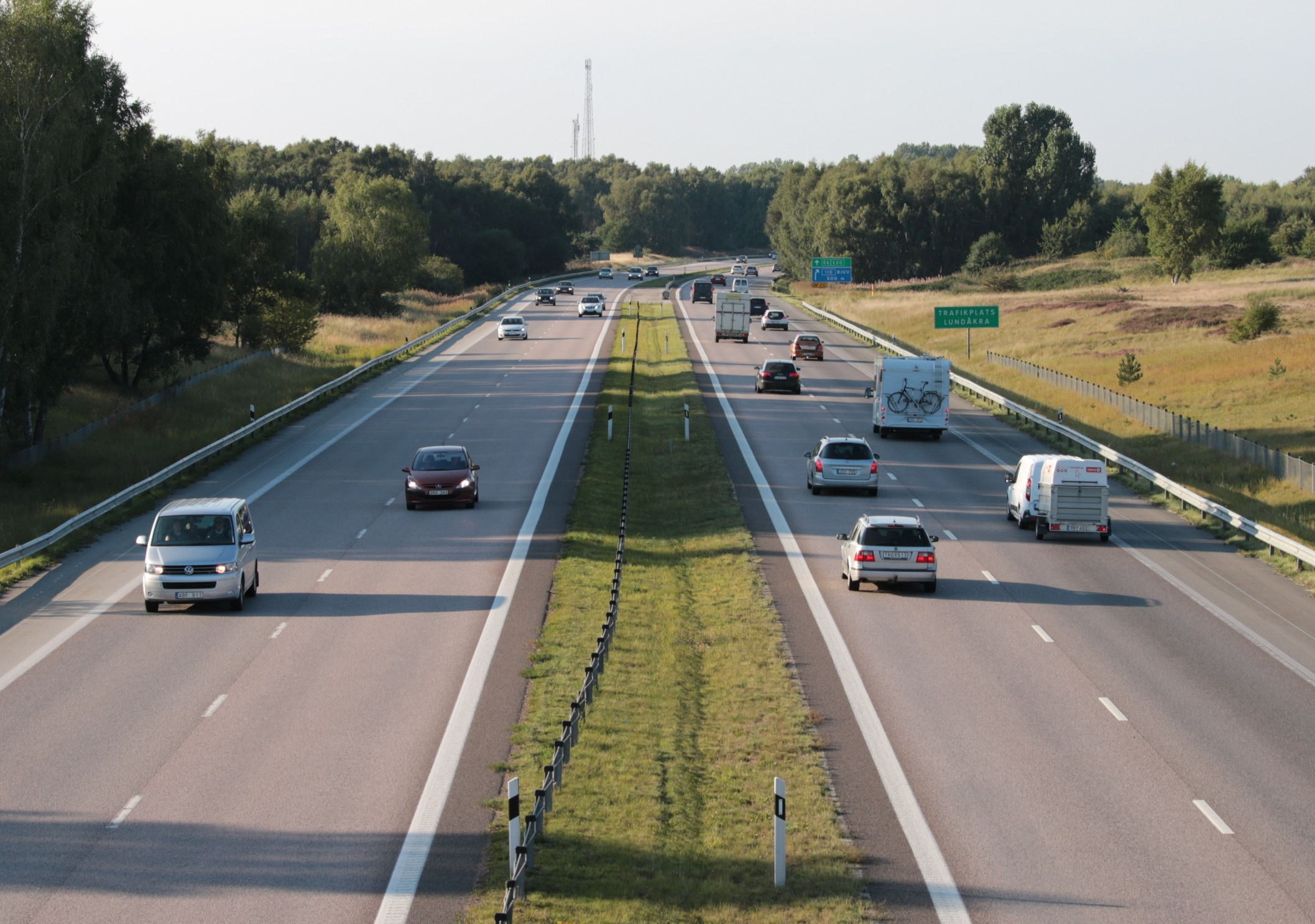
E6 genom Skåne är en av Sveriges mest trafikerade vägsträckor.

Motorvägshistoria. Skåne fick 1953 Sveriges första motorväg i den så kallade Autostradan mellan Malmö och Lund. Under 1960-talet byggdes motorvägsnätet ut. Med utgångspunkt från trafikplats Kronetorp (nästan mitt emellan Malmö och Lund) byggdes E6 norrut ut i etapper, inklusive motorvägsinfarter till Helsingborg. Kring 1970 hade hela västra Skåne en sammanhängande motorväg fram till Ängelholm. Först 1979 öppnades motorvägen över Hallandsåsen. När trafikplats Kropp (där E6 och E4 möts strax nordost om Helsingborg) invigdes 1977 var detta Sveriges första treplanskorsning.  
Samtidigt hade Malmö inre ringväg och en motorväg från E6 mot Malmö hamn öppnats. Senare har framförallt E4:an blivit motorväg (från Helsingborg till Smålandsgränsen), motorvägar har byggts ut från Malmö mot Trelleborg (E6), Sturup (E65) och Staffanstorp (Rv 11). Även vid Kristianstad har en kortare bit motorväg byggts (E22). I samband med öppnandet av Öresundsförbindelsen öppnades också Malmö yttre ringväg. E6/E20 genom Skåne är f.n. under utbyggnad till sexfilig motorväg bl.a. på grund av den stora, till stora delar internationella lastbilstrafiken, men att få hela E22 Malmö-Karlskrona(-Kalmar) till motorväg har mycket länge varit ett regionalt önskemål (en gång beslutat av riksdagen, men upprivet av dåvarande S-regeringen).
I dag. De skånska motorvägarna hade redan från början internationell anslutning genom färjorna. När Öresundsförbindelsen blev färdig, anslöts denna till det övriga skånska motorvägsnätet och ersatte färjan mellan Malmö och Köpenhamn. Det skånska motorvägsnätet är idag dominerat av E6/E20, E4 och Öresundsbron (E20) samt dess motorvägsanslutningar som knyter samman det skånska motorvägsnätet med Köpenhamn och kontinenten.
Tätast trafik har E22 in mot Malmö (c:a 90 000 fordon/dygn) och E6/E20 utanför Lund (c:a 60 000 fordon per dygn, varav 12 000 lastbilar). Övriga vägar i Skåne håller också en förhållandevis hög standard, med 2+1-vägar på flera hårt trafikerade vägsträckor. En utbyggnad av E22 till motorvägsstandard har diskuterats under decennier, men har stoppats ett flertal gånger. Förslag om att delfinansiera denna väg med både privata och lokala medel har flera gånger lagts fram, men aldrig godkänts. 
I dag finns det cirka 190 m motorväg per 1 000 invånare i Skåne, något över riksmedeltalet, men det är ojämnt fördelat. Förutom en kort sträcka runt Kristianstad och österut mot Blekinge är motorvägen koncentrerad till västra Skåne. Faktum är att Skåne inte hade haft ett så bra motorvägsnät om det inte vore för lokala initiativ. Under åren 1993–2008 finansierades i Sverige totalt 15 större statliga infrastrukturprojekt lokalt. Sammanlagt satsade kommuner och landsting runtom i landet 29 miljarder kronor, varav över 60 %, eller 18,1 miljarder kom från Skåne. Utslaget per skåning blev det 15 101 kr som lades på statliga vägprojekt, en nivå som låg mer än tio gånger högre än medelvärdet i övriga Sverige (1 345 kr). [källa behövs]

### Järnvägar
Järnvägarna i Skåne är även dessa väl utbyggda idag. Huvudlinjerna är till stora delar utbyggda för snabbtåg, men Västkustbanan mellan Helsingborg och Ängelholm är fortfarande ett krokigt enkelspår med starka lutningar mellan Maria och Helsingborg C där det är stora problem vid t.ex. en tågförsening. Det lokala järnvägsnätet har tät trafik i framförallt västra Skåne med Pågatåg och Öresundståg som dominerar de skånska järnvägarna. Öresundstågen går bland annat över Öresundsbron till Köpenhamn. 
Järnvägsnätet i Skåne har, historiskt sett, varit extremt tätt och välutbyggt. Mönstret liknade de engelska järnvägarna, och bestod främst av privata banor som korsade landskapet och band samman städer som i ett spindelnät. Idag finns mycket få rester kvar av det, men större delen av det befintliga nätet används till persontågstrafik.

## Befolkning
Landskapets drygt 1,2 miljoner invånare är mycket ojämnt fördelade. Längs kusten, mellan Ängelholm och Trelleborg och någon mil inåt land, bor cirka 900 000 av invånarna. Landskapets geografiska respektive demografiska mittpunkt skiljer sig sålunda kraftigt. Närheten till Danmark och Köpenhamn har alltid varit av betydelse för landskapet, men även närheten till Tyskland och Polen gör sig ofta påmind. Inte minst i form av fordon, från andra delar av kontinenten.

### Orter i Skåne
Följande tätorter har fler än 10 000 invånare, enligt siffror från 2020:
1. Malmö, 325 069
2. Helsingborg, 113 828
3. Lund, 94 393
4. Kristianstad, 41 299
5. Landskrona, 33 466
6. Trelleborg, 30 808
7. Ängelholm, 29 490
8. Ystad, 20 195
9. Eslöv, 19 794
10. Hässleholm, 19 435
11. Staffanstorp, 16 854
12. Höganäs, 16 001
13. Höllviken, 15 598 (Vellinge kommun)
14. Bunkeflostrand, 15 212 (Malmö kommun)
15. Lomma, 13 772
16. Oxie, 13 575 (Malmö kommun)
17. Höör, 12 976
18. Svedala, 12 918
19. Bjuv, 10 911
20. Åhus, 10 487 (Kristianstads kommun)
21. Kävlinge, 10 030

Övriga kommunala centralorter med undantag av Burlöv (vars huvuddel ingår i Malmös tätort) med folkmängd 2020:
1. Åstorp, 9 703
2. Klippan, 8 874
3. Skurup, 8 626
4. Sjöbo, 8 478
5. Bromölla, 8 092
6. Osby, 7 758
7. Hörby, 7 692
8. Tomelilla, 7 239
9. Vellinge, 7 075 (ej största ort i Vellinge kommun)
10. Simrishamn, 6 844
11. Perstorp, 6 091
12. Båstad, 5 704
13. Örkelljunga, 5 534
14. Svalöv, 4 216
15. Broby, 3 561 (centralort i Östra Göinge kommun)

## Turism och besöksmål

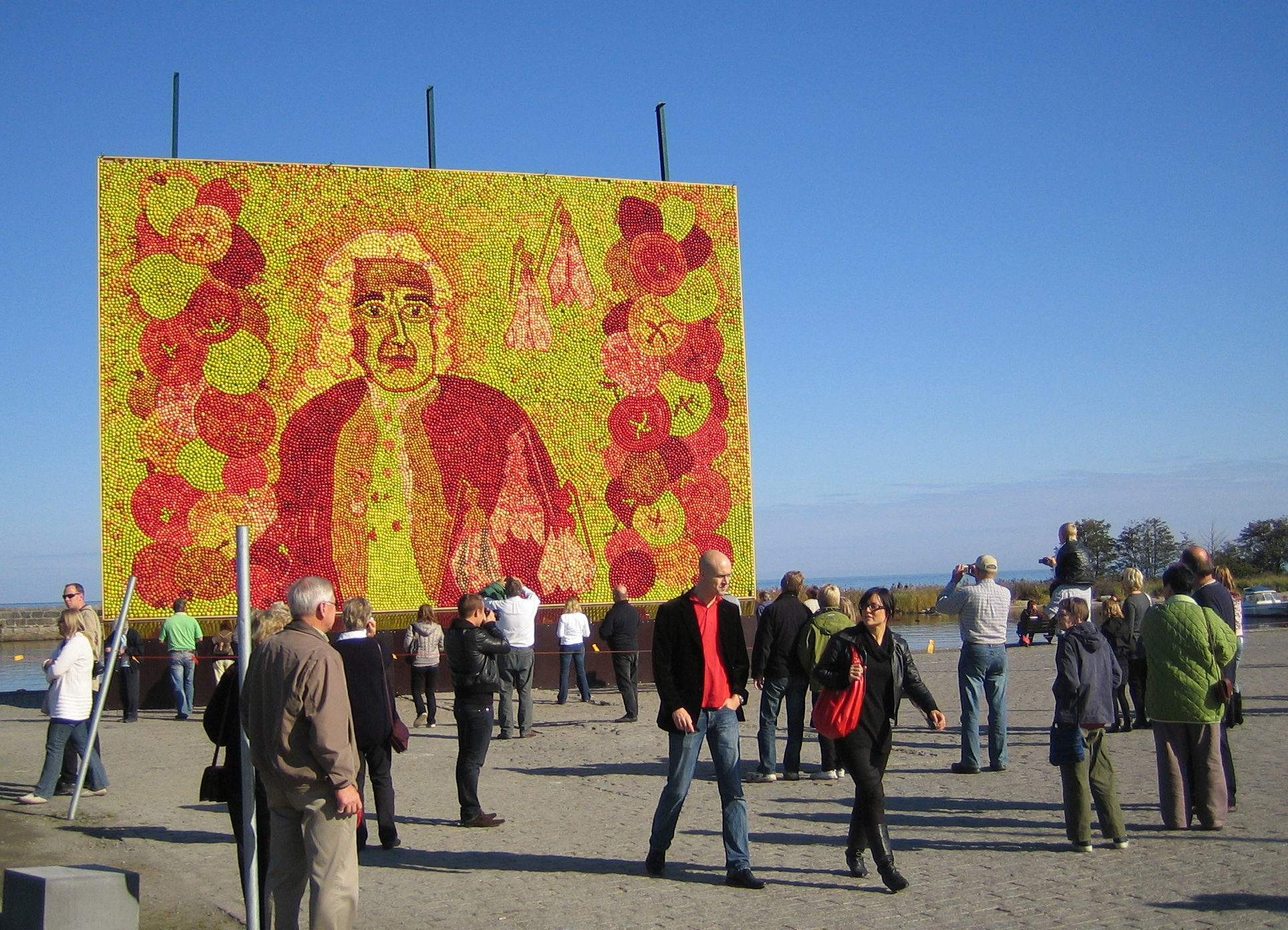
Varje år skapas en ny tavla gjord av äpplen i Kivik för den årliga äppelfestivalen.

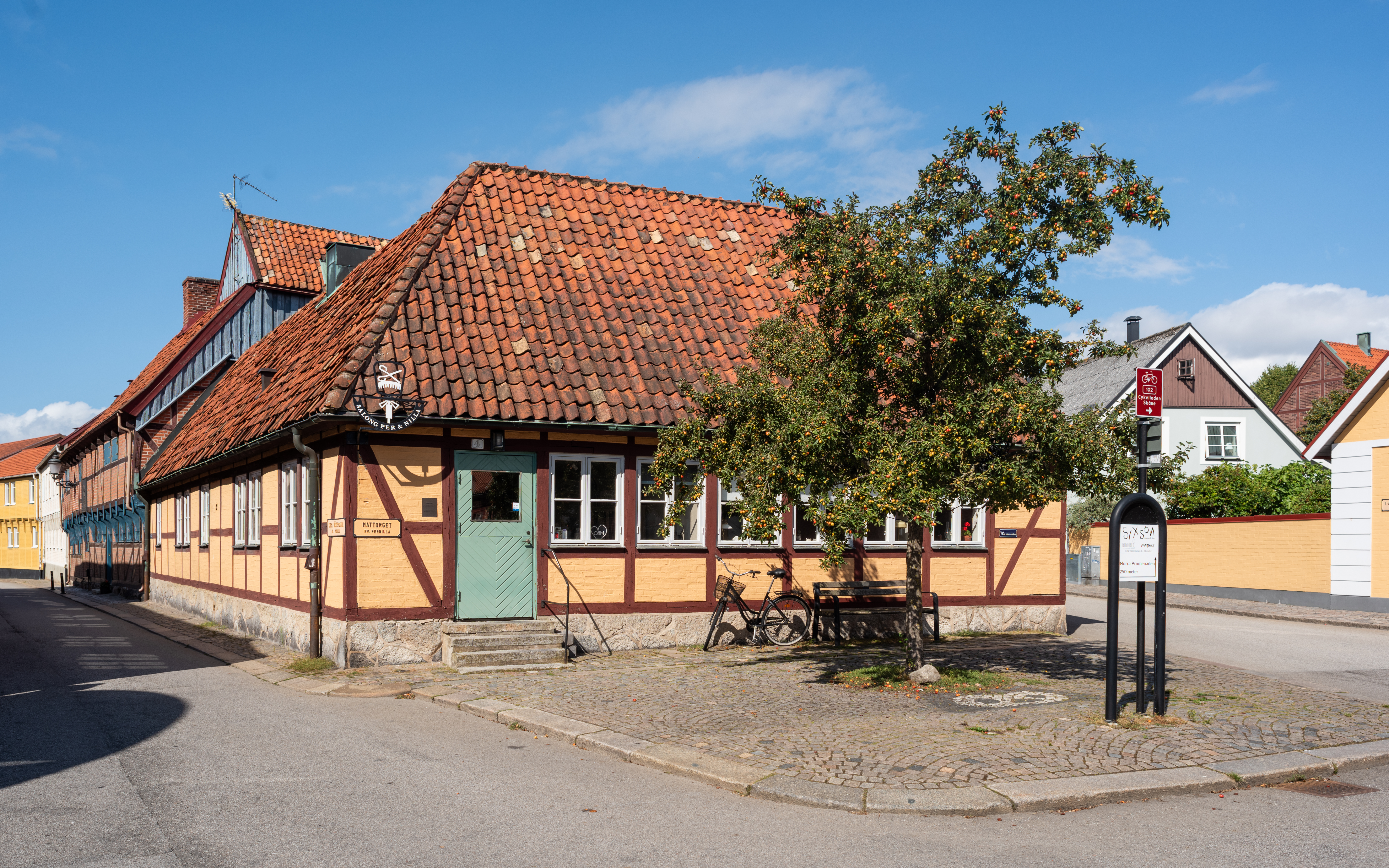
Välbevarad bebyggelse kring Mattorget i Ystad.

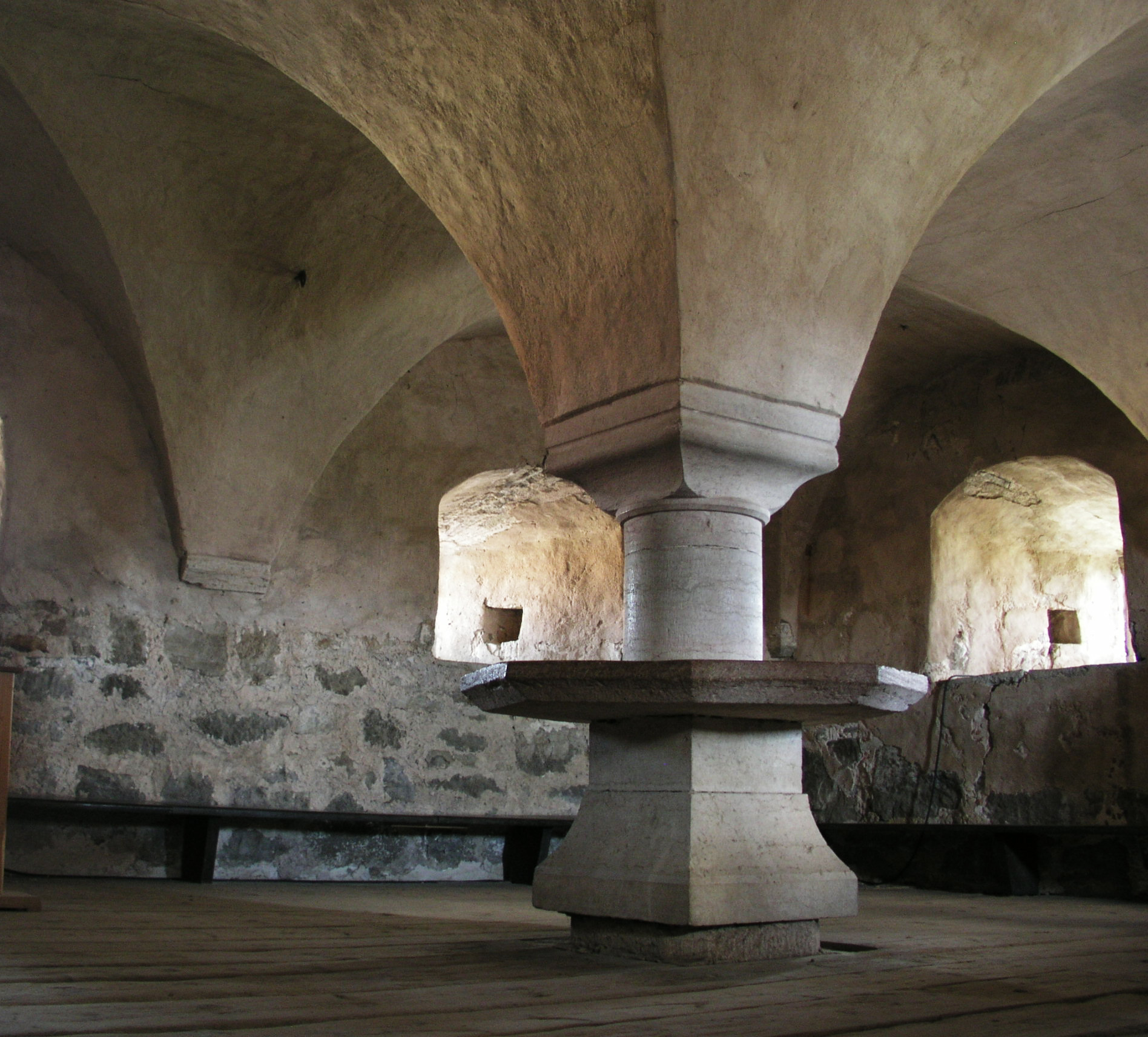
Stenvalv i Glimmingehus

Turismen i Skåne omsatte 2008 17,6 miljarder kronor och gav sysselsättning åt 12 400 anställda på årsbasis. Den största andelen av turisterna kommer från Skåne och resten av Sverige, utländska turister stod för 2,8 miljoner övernattningar under 2008. De tre största grupperna av utländska turister utgjordes av tyskar, danskar och britter.

### Städer och orter
I Skåne finns ett antal äldre städer med sevärd bebyggelse. I Ystad finns till exempel ett flertal korsvirkesmiljöer bevarade, i Malmö finns ett stort antal tegelhus från 1500-talet, i Helsingborg finns den medeltida riksborgen Kärnan medan Lund domineras av domkyrkan. Sevärda bebyggelsemiljöer från 1700-talet och 1800-tal finns i de flesta av Skånes gamla städer såsom Falsterbo, Skanör, Simrishamn och Åhus med flera. I nordväst, på Bjärehalvön, finns flera populära sommarorter som Båstad och Torekov. I sydöstra Skåne finns Österlen med bland annat det gamla fiskeläget Kivik. I sydvästra Skåne finns det utpräglade jordbrukslandskapet Söderslätt med otaliga småbyar.

### Natur
Skåne rymmer tre nationalparker, Dalby Söderskog som stiftades 1918 samt de nyare nationalparkerna Stenshuvud (1986) och Söderåsen (2001). På Söderåsen ligger Skånes högsta punkt, vilken officiellt sett är namnlös trots ansatser att skapa ett namn. 

### Kulturhistoriska miljöer
Nio av Skånes städer har medeltida rötter och landskapet rymmer 500 kyrkor. Bland annat Lund och Ystad bevarar delvis ett medeltida gatunät. Skåne har 240 slott och herresäten, vilket är flest av alla landskap i Sverige. Bland slotten och herresätena finns Glimmingehus, Malmöhus och privata slott som Bosjökloster.

### Fornlämningar
Bland Skånes fornlämningar finns Ales stenar och Kungagraven i Kivik liksom gravplatser från järnåldern, som Vätteryds gravfält.